# Sant Feliu de Buixalleu
Sant Feliu de Buixalleu település Spanyolországban, Girona tartományban. Sant Feliu de Buixalleu Santa Coloma de Farners, Riudarenes, Massanes, Hostalric, Fogars de la Selva, Sant Celoni, Breda, Riells i Viabrea és Arbúcies községekkel határos. Lakosainak száma 878 fő (2024).

## Népesség
A település népessége az elmúlt években az alábbi módon változott:
| Lakosok száma | 406  | 1606 | 1249 | 1047 | 615  | 752  | 811  | 776  | 783  | 878  |
|               | 1717 | 1887 | 1936 | 1960 | 1986 | 2004 | 2009 | 2014 | 2019 | 2024 |